# Blur
Blur este o formație de rock alternativ, indie rock și britpop de origine engleză, formată în Colchester, Regatul Unit, anul 1988. Membrii formației sunt Damon Albarn (voce,clape), Graham Coxon (voce, chitară), Alex James (bas) și Dave Rowntree (baterie). Albumul de debut Blur, intitulat Leisure (1991), a încorporat sunetul specific Madchester și shoegazing. După o schimbare stilistică, influențată de alte trupe englezești cum ar fi Kinks, Beatles și XTC, Blur a lansat Modern Life Is Rubbish (1993), Parklife (1994) și The Great Escape (1995).  Din acest moment, formația devine pionieră a mișcării și culturii britpop, obținând popularitate în Marea Britanie, o popularitate susținută și de lupta din topuri din 1995 cu formația rivală Oasis.
Cel de-al cincilea album, Blur (1997), ilustrează o nouă schimbare stilistică, trupa fiind influențată de sunetul lo-fi al formațiilor de indie americane. Extrasul pe single „Song 2” a reprezentat primul succes în SUA al formației. Următorul album, 13 (1999), a avut influențe electronice și gospel, și versuri mai personale scrise de Albarn. Chitaristul Graham Coxon a părăsit Blur în timpul înregistrării celui de-al șaptelea album, Think Tank (2003). Conținând sunete electronice și chitară minimală, albumul a fost marcat de interesul crescut al solistului Damon Albarn pentru muzica hip-hop și cea africană. După turneul din 2003 la care Coxon nu a participat, Blur a luat o pauză, membrii formației fiind implicați în diverse alte proiecte.
În 2009, Blur s-a reunit, cu Coxon revenit în formație, și a pornit într-un turneu european. În următorii ani, membrii formației au lansat extrase pe single și compilații, și au susținut concerte la nivel global. În 2012, au câștigat un premiu la Brit Awards pentru contribuții extraordinare în muzică. Cel de-al optulea album semnat Blur, The Magic Whip (2015), a fost al șaselea album consecutiv Blur care a ajuns pe primul loc în UK Album Charts. Formația a fost în mare parte în pauză de activitate după încheierea turneului The Magic Whip.

## Istorie

### Primii ani șiLeisure(1988–1991)

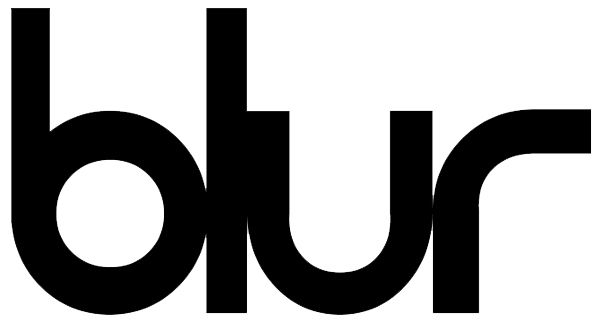
După ce numele original, Seymour, a fost respins de Food Records, formația a ales „Blur” dintr-o listă de alternative oferite de casa de discuri

Blur s-a format în decembrie 1988, când basistul Alex James s-a alăturat formației lui Damon Albarn, Circus, al cărei nume a fost ulterior schimbat în Seymour, după cartea Seymour: o prezentare a lui J. D. Salinger. Din formație făceau deja parte bateristul Dave Rowntree, cooptat în octombrie, și chitaristul Graham Coxon, prietenul din copilărie al lui Albarn din Essex, care studia la Goldsmiths College în Londra, împreună cu Albarn și James. Formația a avut primul concert în vara lui 1989 la East Anglian Railway Museum. În noiembrie, reprezentantul A&R de la Food Records, Andy Ross, a participat la un concert Seymour, și a devenit interesat de grup. Singura rezervă era legată de numele formației, care le displăcea atât lui Ross, cât și casei de discuri. Food Records a propus o listă de alternative, iar membrii formației au ales numele Blur. Proaspăt rebotezata trupă a semnat cu Food Records în martie 1990.
Din martie până în iulie 1990, Blur a concertat în Marea Britanie, cântând în deschiderea The Cramps, și testând noi cântece. În octombrie 1990, după terminarea turneului, Blur a lansat piesa „She's So High”, care a ajuns pe locul 48 în UK Singles Chart. Formația a întâmpinat probleme cu compunerea unui nou extras pe single, însă a făcut progrese alături de producătorul Stephen Street, iar melodia rezultată, „There's No Other Way”, s-a bucurat de succes, ajungând până pe opt în top. Ca urmare, membrii Blur au devenit staruri pop, și au fost acceptați într-un grup de formații ce frecventau clubul Syndrome din Londra, așa-numita Scenă ce se Sărbătorește Singură (The Scene That Celebrates Itself). Revista NME a scris în 1991: „[Blur] e fața drăguță și acceptabilă a unui întreg grup de formații care a apărut de când întreaga mișcare Manchester a început să-și piardă suflul.”
Cel de-al treilea extras pe single al formației, „Bang”, a avut o perfomanță dezamăgitoare, ajungând doar pe locul 24 în topul britanic. Andy Ross și deținătorul Food, David Balfe, erau convinși că cea mai bună mișcare pentru Blur era să continue să se lase influențați de sunetul specific mișcării Madchester. Blur a încercat să-și extindă orizonturile muzicale, dar înregistrarea albumului de debut a fost îngreunată de faptul că Albarn a trebuit să își scrie versurile în studio. Deși albumul rezultat, Leisure (1991), a ajuns până pe locul șapte în UK Albums Chart, a generat păreri critice împărțite, și, conform jurnalistului John Harris, „nu a reușit să scape de impresia de anti-climax”.

### Perioada britpop (1992–1995)
După ce au descoperit că aveau datorii de 60.000 de lire, membrii Blur au susținut un turneu în SUA într-o încercare de a-și recupera pierderile financiare. Formația a lansat extrasul pe single „Popscene” la începutul turneului. Conținând „o avalanșă de chitare punk, pasaje pop de anii '60, cornuri engleze zgomotoase, furie controlată și umor postmodern”, „Popscene” a reprezentat un punct de răscruce, muzical vorbind, pentru trupă. Nu a reușit însă să se claseze decât pe locul 32 în topul britanic. „Ni s-a părut că 'Popscene' reprezenta o diferență majoră; o creație foarte, foarte englezească”, a declarat Albarn pentru NME în 1993. „Dar asta a enervat foarte mulți oameni... Ne-am pus pielea la bătaie să urmărim un ideal englezesc de care nimeni nu era interesat.” Ca rezultat direct al performanței neconvingătoare a piesei, s-a renunțat la planul de a scoate un nou extras pe single, „Never Clever”, iar lucrul la cel de-al doilea album Blur a fost amânat.
În timpul turneului american, care a durat două luni, membrii formației au devenit din ce în ce mai nemulțumiți, vărsându-și adesea frustrările unii pe ceilalți, ceea ce a dus inclusiv la câteva altercații fizice. Celor patru le era dor de casă; Albarn a declarat: „Au început să îmi lipsească chestii foarte simple... Mi-era foarte dor de Anglia, așa că am început să scriu cântece care creau o atmosferă englezească.” La întoarcerea în Regatul Unit, membrii Blur (în special Albarn) au fost nemulțumiți de succesul obținut de formația rivală Suede în absența lor. După o performanță slabă la un concert din 1992, concert la care a participat și Suede, care a primit laude, Blur s-a trezit în pericol de a fi concediată de Food Records. În acel punct, formația trecuse deja printr-o reinventare ideologică și de imagine, care avea scopul de a celebra moștenirea lor culturală englezească, în contrast cu popularitatea formațiilor americane de grunge precum Nirvana. Deși sceptic cu privire la noua direcție a trupei, Balfe a consimțit la alegerea lui Andy Partridge (de la XTC) ca producător pentru cel de-al doilea album. Sesiunile cu Partridge s-au dovedit nesatisfăcătoare, și o întâlnire întâmplătoare cu Stephen Street a dus la revenirea acestuia ca producător.
Blur a terminat de înregistrat cel de-al doilea album, Modern Life Is Rubbish, în decembrie 1992, dar Food Records a decis că albumul avea nevoie de mai multe potențiale extrase pe single, și a cerut formației să revină în studio. Formația s-a conformat, și Albarn a scris piesa „For Tomorrow”, care a devenit principalul extras pe single de pe album. „For Tomorrow” a reprezentat un succes minor, ajungând până pe locul 28 în topuri. Modern Life Is Rubbish a fost lansat în mai 1993. Anunțul legat de lansare a inclus și o fotografie făcută pentru presă, în care membrii Blur apăreau îmbrăcați în haine ce aminteau de culturile mod și skinhead, alături de un mastiff englez, cu cuvintele „Imagine britanică 1” („British Image 1”) pictate cu vopsea graffiti în spatele lor. În acea perioadă, astfel de imagini erau percepute ca fiind naționaliste și dând dovadă de insensibilitate rasială de presa muzicală britanică; pentru a liniști critica, Blur a lansat fotografia „Imagine britanică 2” („British Image 2”), care era „o reamenajare stil tabără a unui ceai aristocratic de dinainte de război”. Modern Life Is Rubbish a ajuns până pe locul 15 în topurile britanice, dar a ratat intrarea în Billboard 200, vânzând doar 19.000 de copii pe piața americană.
Succesul albumului Parklife (1994) a îmbunătățit prospectele comerciale ale formației. Primul extras pe single de pe album, „Girls & Boys”, a reușit, grație influențelor sale disco, să fie difuzat frecvent de BBC Radio 1, și a ajuns pe 5 în UK Singles Chart și pe locul 59 în Billboard Hot 100, rămânând cel mai bine clasat extras pe single Blur în acest top. Primit cu entuziasm de presa muzicală - NME l-a numit „un disc extraordinar de pop... mai amplu, mai îndrăzneț, mai sarcastic și mai amuzant [decât Modern Life is Rubbish] - Parklife este privit drept unul de discurile de referință ale curentului britpop. Blur a câștigat patru premii la ediția din 1995 a Brit Awards, incluzând premiul pentru cea mai bună formație, și premiul pentru cel mai bun album pentru Parklife. Coxon avea să menționeze într-un interviu din 1999 Parklife drept momentul în care „[Blur] s-a transformat din trupa alternativă, artistică, venită de nicăieri, într-o senzație nouă pop uluitoare.”
Blur a început lucrul la cel de-al patrulea album de studio, The Great Escape, la începutul anului 1995. Având la bază stilul de pe cele două albume precedente, versurile lui Albarn pentru album au constat din o serie de narațiuni la persoana a treia. James a comentat: „Totul a fost mai elaborat, mai orchestral, mai teatral, și versurile erau și mai sucite...  Totul era despre personaje disfuncționale, incapabile de a se adapta, care o dădeau în bară.” Lansarea primului extras pe single „Country House” a jucat o parte importantă în rivalitatea publică a celor de la Blur cu formația Oasis din Manchester, așa-numita „bătălie britpop”. Parțial din cauza antagonismului reciproc sporit, Blur și Oasis și-au lansat noile piese în aceeași zi, un eveniment pe care revista NME l-a numit „Campionatul britanic la categoria grea”. Dezbaterea cu privire la care din formații avea să ajungă pe locul întâi în topuri a devenit un adevărat fenomen media, iar Albarn a apărut la News at Ten. La finalul săptămânii, „Country House” a vândut 274.000 de copii în comparație cu cele 216.000 de copii vândute de „Roll With It” al celor de la Oasis, devenind astfel primul extras pe single Blur care a ajuns pe locul întâi în topul britanic.
The Great Escape, descris de Albarn drept ultima parte a așa numitei Life Trilogy, a fost lansat oficial în septembrie 1995, și a beneficiat de recenzii entuziaste. NME a lăudat albumul drept „spectaculor de reușit, somptuos, palpitant și inspirațional”, în timp ce Mojo a scris: „Blur e cea mai bună formație pe care britpopul din '95 o poate oferi, cu un sunet demn de toată atenția, completat de chitare tăioase, melodii atrăgătoare și cuvinte foarte amuzante.”  Intrând direct pe locul întâi în topul britanic, albumul a vândut aproape jumătate de milion de copii în prima lună de la lansare. Opiniile s-au schimbat însă rapid, și Blur s-a găsit în defavoarea presei din nou. După succesul global al albumului (What's the Story) Morning Glory? al celor de la Oasis (care a fost premiat de patru ori cu Discul de Platină în SUA), media a comentat „[Blur] a câștigat bătălia, dar a pierdut războiul.” Blur a început să fie percepută drept „o trupă pop din clasa de mijloc lipsită de autenticitate” în comparație cu „eroii clasei muncitoare” de la Oasis, comentarii despre care Albarn a spus că l-au făcut să se simtă „ca un idiot și totodată confuz”. Alex James a comentat în 1999 pentru Select: „După ce fusese Eroul Oamenilor, Damon a devenit Idiotul Oamenilor pentru o scurtă perioadă... practic, a fost un ratat – foarte public.”

### Reinventarea post-britpop (1996–2000)
Un interviu de la începutul anului 1996 din revista Q a dezvăluit că relațiile dintre cei patru membri Blur deveniseră foarte încordate; jurnalistul Adrian Deevoy a scris că i-a găsit „la limita unei despărțiri furioase”. În special Coxon începuse să aibă resentimente față de colegii de formație: față de James din cauza stilului său de viață playboy, și față de Albarn din cauza controlului acestuia din urmă asupra direcției muzicale și a imaginii publice a Blur. Chitaristul se lupta de asemenea cu probleme cu alcoolul, și, într-un gest care reprezenta un refuz al esteticii britpop a grupului, se apucase să asculte formații de rock alternativ zgomotoase precum Pavement. În februarie 1996, Coxon și James au lipsit de la o performanță playback Blur difuzată la televiziunea italiană și au fost înlocuiți de un decupaj din carton și un membru al echipei tehnice. Biograful Blur, Stuart Maconie, a scris ulterior că la acea vreme, „Blur era cârpită foarte ciudat”.
Deși inițial nu ținuse cont de el, Albarn a ajuns să aprecieze gustul lui Coxon pentru muzica lo-fi și underground, și a admis că sosise vremea pentru o nouă schimbare de direcție muzicală. „Pot să stau la pian și să scriu cântece pop geniale și observaționale toată ziua, dar trebuie să treci peste asta la un moment dat,” a spus el. Ulterior a discutat cu Street, argumentând în favoarea unui sunet mai simplificat pentru următorul album de studio. Coxon, recunoscându-și nevoia personală de a „munci formația”, după spusele lui Rowntree, i-a scris o scrisoare lui Albarn, exprimându-și dorința ca muzica lor „să sperie iar lumea”. După o serie de sesiuni inițiale la Londra, formația a plecat în Islanda pentru a înregistra restul albumului, departe de scena britpop.
Rezultatul a fost Blur, cel de-al cincilea album de studio al formației, lansat în februarie 1997. Deși presa muzicală a anticipat că experimentele sonice lo-fi aveau să alieneze fanele adolescente Blur, efortul a fost în general aplaudat. Scoțând în evidență versuri precum „Look inside America/She's alright”, și luând notă de omagiul adus de Albarn lui Beck, „[și de promovarea] noului album Pavement de parcă fusese plătit să o facă”, criticii au simțit că formația sfârșise prin a accepta valorile americane—o schimbare radicală a atitudinii pe care o avuseseră în era britpop. În ciuda etichetei de „sinucidere comercială”, albumul și primul său extras pe single, „Beetlebum”, au debutat pe primul loc în topurile din Marea Britanie. Deși Blur nu a reușit să atingă vânzările avute de albumele precedente în Regatul Unit, a avut mai mult succes pe plan internațional. În SUA, albumul a primit critici bune, ajungând pe 61 în Billboard 200 și fiind premiat cu Discul de Aur. Extrasul pe single „Song 2” a fost de asemenea popular la radiourile alternative, ajungând pe șase în topul Billboard Modern Rock, unde s-a menținut timp de 26 de săptămâni. După ce a primit licență pentru a fi utilizat în varii coloane sonore, reclame și programe de televiziune, „Song 2” a devenit cel mai cunoscut cântec Blur în SUA. După succesul albumului Blur, formația a început un turneu mondial care a durat nouă luni.
În februarie 1998, la câteva luni după finalul turneului, Blur a lansat Bustin' + Dronin' în Japonia. Albumul era o colecție de cântece Blur remixate de artiști precum Thurston Moore, William Orbit și Moby. Formația a fost impresionată de eforturile lui Orbit, și l-a angajat ca producător în locul lui Street pentru următorul album, citând nevoia de a aborda procesul de înregistrare dintr-o perspectivă nouă.
Lansat în martie 1999, cel de-al șaselea album Blur, 13, a reprezentat o îndepărtare și mai acută de sunetul din era britpop. Stilul producătorului Orbit a permis mai multă improvizație, și a încorporat o „varietate de emoții, atmosfere, cuvinte și sunete”. 13 a fost dominat din punct de vedere creativ de către Coxon, căruia i s-a permis „să facă ce dorea, fără niciun fel de editare”, de către Orbit. Versurile lui Albarn, mai sentimentale, personale și intime decât cele anterioare, reflectau despărțirea lui de solista trupei Elastica, Justine Frischmann, care îi fusese parteneră timp de opt ani. Albumul a primit recenzii majoritar favorabile. În vreme ce revista Q l-a numit „un album de art rock dens, fascinant, idiosincratic și împlinit”, NME a fost de părere că era inconsistent și că era „(cu cel puțin) un sfert de oră prea lung”. 13 a debutat pe primul loc în topurile britanice, rămânând două săptămâni în vârf. Primul extras pe single de pe album, piesa cu influențe gospel „Tender”, a debutat pe locul doi în topuri. După ce „Coffee & TV”, primul extras pe single cu Coxon la voce, a ajuns doar pe 11 în Marea Britanie, managerul Chris Morrison a cerut o recalculare bazată pe ceea ce el credea că ar fi fost o reprezentare greșită a vânzărilor.

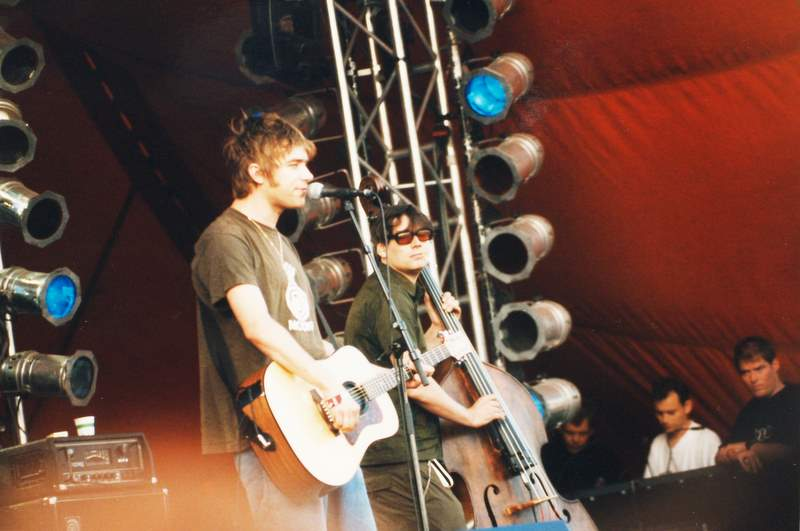
Blur la Festivalul Roskilde, 1999

În iulie 1999, cu ocazia aniversării de zece ani, Blur a lansat un box set în ediție limitată conținând toate extrasele lor pe single pănă la acea dată. În timpul turneului de promovare, Blur a interpretat cele 22 de piese în ordinea cronologică în care fuseseră lansate. În octombrie 2000, formația a lansat compilația Blur: The Best Of, care a debutat pe locul trei în Marea Britanie, și a primit Discul de Platină pentru 300.000 copies trimise. Criticat de trupă drept „primul material pe care l-am perceput ca fiind un produs”, lista melodiilor și data de lansare a Blur: The Best Of au fost determinate pe baza cercetărilor de piață făcute de casa de discuri Blur, EMI. La momentul respectiv, trupa se delimitase de melodiile din era britpop, și prefera munca mai experimentală și mai artistică de pe Blur și 13. Într-o recenzie altfel entuziastă a discului scrisă pentru NME, Steve Sutherland a criticat „desconsiderarea totală” a formației pentru munca lor din era britpop: „Doar pentru că au început să se simtă jenați de cântecele astea o dată ce au început să asculte criticii și s-au retras răniți după bătălia vânzărilor cu Oasis, nu înseamnă că suntem niște idioți că le iubim.”

### Plecarea lui Coxon,Think Tankși pauza (2001–2007)
După 13 și turneele ce i-au urmat în 1999–2000, membrii formației s-au ocupat de alte proiecte. Graham Coxon a înregistrat o serie de albume solo, în timp ce Damon Albarn s-a dedicat noului său proiect, Gorillaz, formația virtuală pe care o crease cu Jamie Hewlett. Alex James a lucrat cu Fat Les și a scris câteva cântece cu Sophie Ellis-Bextor și Marianne Faithfull.
Înregistrările pentru noul album Blur au început în noiembrie 2001, dar munca coordonată a debutat în iunie 2002, sesiunile mutându-se în Marrakech, Maroc, la scurt timp după, și apoi în Devon, înapoi în Marea Britanie. La scurt timp după începerea sesiunilor, Coxon a părăsit trupa. Coxon a susținut că „nu au fost conflicte”, și că „[formația] pur și simplu și-a dat seama că aveam nevoie să petrecem ceva timp separat”. Înainte de lansarea albumului, Blur a scos un nou extras pe single, „Don't Bomb When You Are the Bomb”, în ediție limitată. Cântecul e în mare parte electronic, și reprezenta o formă de protest a trupei împotriva războiului din Orientul Mijlociu. Albarn a încercat însă să liniștească fanii care se temeau că albumul avea să fie electronic, menționând că discul conținea „multe cântece pop lucrate cu finețe”. La începutul anului 2002, Blur a înregistrat un cântec care ar fi trebuit să fie difuzat de Beagle 2 după aterizarea pe Marte; însă încercările de a localiza naveta după aterizare au fost lipsite de succes.
Think Tank, lansat în mai 2003, avea un sunet electronic, atmosferic și introspectiv, conținând linii melodice de chitară mai simple, înregistrate de Albarn, și bazându-se pe diverse instrumente pentru a suplini absența lui Coxon. Lipsa lui Coxon a însemnat de asemenea și faptul că Think Tank a fost scris aproape în întregime de Albarn. Sunetul de pe album a fost apreciat drept un omagiu al interesului crescând al lui Albarn față de muzica africană și orientală, și al controlului său complet asupra direcției creative a formației. Think Tank a ajuns pe locul întâi în Marea Britanie, și pe 56 în SUA. A fost de asemenea nominalizat la premiul pentru cel mai bun album la ediția din 2004 a Brit Awards. Formația a fost într-un turneu de promovare al albumului plin de succes în 2003, cu fostul chitarist The Verve, Simon Tong, înlocuindu-l pe Coxon.
În 2005, XFM News a anunțat că Blur avea să înregistreze un EP, și a negat că formația avea să găsească un chitarist pentru a-l înlocui pe Coxon. Au existat, de asemenea, niște înregistrări abandonate în 2005. În general, formația a menținut o prezență scăzută în public, și nu a înregistrat sau concertat în formulă de trei. După ce Coxon a discutat despre posibilitatea de a reveni în Blur, formația și-a anunțat oficial revenirea în 2007, cu o revenire în studio programată inițial pentru luna august, apoi amânată pentru septembrie, respectiv octombrie. Deși membrii formației au reușit să se întâlnească în octombrie, au anunțat pe situl oficial că se întâlniseră doar „pentru un prânz plăcut”, și că „nu existau planuri viitoare pentru Blur” din punct de vedere muzical.

### Reuniunea,The Magic Whip, și cea de-a doua pauză (2008–prezent)

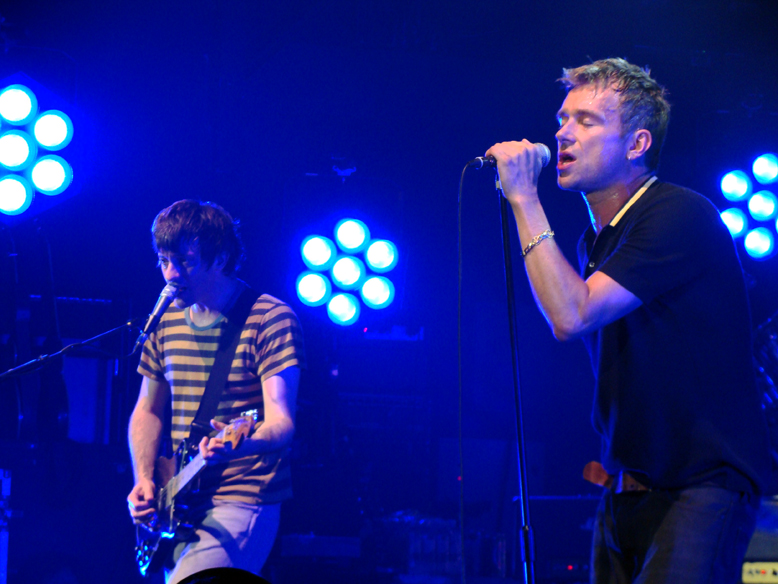
Coxon (stânga) și Albarn (dreapta) pe scenă la Newcastle Academy în iunie 2009

În decembrie 2008, membrii Blur au anunțat că aveau să se reunească pentru un concert la Hyde Park, în Londra, pe 3 iulie 2009. Câteva zile mai târziu, formația a programat un nou concert, tot la Hyde Park, pe 2 iulie. O serie de concerte pentru iunie au fost de asemenea anunțate, ultimul dintre ele având loc la arena Manchester Evening News, pe 26 iunie. Toate concertele au fost bine primite; criticul de muzică Alexis Petridis de la The Guardian a notat concertul de la Goldsmiths College cu 5 stele, scriind: „muzica Blur pare să fi fost potențată de trecerea anilor... sună mai frenetic și mai punk, și totodată mai nuanțat și mai exploratoriu decât sunau la apogeul faimei lor.” Blur a fost cap de afiș la Festivalul Glastonbury pe 28 iunie, unde a cântat pentru prima oară după 1998. Recenziile concertului de la Glastonbury au fost pline de entuziasm; The Guardian a numit formația „cel mai bun cap de afiș Glastonbury al erei”. Formația a lansat cea de-a doua compilație, Midlife: A Beginner's Guide to Blur, în iunie 2009.
Blur a fost cap de afiș și la alte festivaluri de vară, incluzând Oxegen 2009 în Irlanda, și T in the Park. Participarea la T in the Park a fost pusă în pericol după ce Graham Coxon a fost spitalizat din cauza unei toxiinfecții alimentare. Formația a concertat în cele din urmă, dar cu o oră și jumătate mai târziu față de timpul anunțat inițial. După sfârșitul turneului de reunire, James a spus că formația nu discutase planuri viitoare, iar Albarn a declarat la scurt timp după, într-un interviu pentru revista Q că Blur nu avea nicio intenție să mai concerteze sau să înregistreze un alt material în viitor. „Nu mai pot să o fac”, și-a justificat Albarn decizia, eplicând că principalul motiv pentru care participase la reuniune fusese șansa de a-și repara relația cu Coxon, ceea ce se întâmplase. Coxon a confirmat și el că nu existau planuri pentru viitoare activități Blur, declarând pentru NME în septembrie: „Ținem legătura și ne salutăm, și așa mai departe, dar nimeni nu a menționat nimic de viitoare concerte sau de orice altceva.”
În ianuarie 2010, No Distance Left to Run, un documentar despre formație, a fost lansat în cinematografe, și, o lună mai târziu, în format DVD. În aprilie 2010, Blur a lansat o piesă nouă, „Fool's Day”, cu ocazia Record Store Day. Piesa a fost scoasă în format vinil, ediție limitată la 1000 de copii, și a putut fi descărcată ulterior gratuit de pe situl oficial al formației. No Distance Left to Run a fost nominalizat la Grammy, prima nominalizare de acest gen pentru Blur.
În februarie 2012, Blur a primit premiul pentru contribuții extraordinare în muzică la Brit Awards. Tot în februarie, Albarn și Coxon au interpretat în premieră împreună o nouă piesă, „Under the Westway”. În aprilie, formația a anunțat lansarea în iulie a unui box-set intitulat Blur 21, conținând toate cele șapte albume de studio Blur, patru discuri cu rarități nelansate, și trei DVD-uri. Blur intrase de asemenea în studio la începutul anului cu scopul de a înregistra piese pentru un nou album, dar producătorul William Orbit a declarat în mai pentru NME că Albarn oprise înregistrările. Paginile oficiale de Twitter și Facebook ale Blur au anunțat lansarea a două noi extrase pe single, „The Puritan” și „Under the Westway” pe 2 iulie. În august, Blur a susținut un concert la Hyde Park în cadrul ceremoniei de închidere a Jocurilor Olimpice de vară din 2012. În 2013, formația a bifat apariții în cadrul festivalurilor Rock Werchter, Primavera Sound și Coachella.
În aprilie 2015, Blur a lansat primul album de studio după o pauză de doisprezece ani, The Magic Whip. Creat în cinci zile în 2013 în Hong Kong după un turneu japonez anulat, albumul a fost inspirat de oraș. „N-are nimic pastoral”, a declarat Albarn, „e foarte urban”. The Magic Whip a marcat de asemenea revenirea lui Coxon, absent pe toate melodiile de pe Think Tank, cu excepția uneia, și a lui Stephen Street, producătorul Blur în perioada lor britpop. Albumul a fost primit cu aplauze atât de presa muzicală, cât și de cea nespecializată. Dând albumului cinci stele, The Daily Telegraph a descris The Magic Whip drept „o întoarcere triumfală, ce păstrează identitatea esențială a formației, permițând totodată ca ideile pe care membrii le avuseseră separat în ultima decadă să le îmbogățească sunetul cu noi combinații mature și deosebite”. NME a agreat, scriind că Blur era „o trupă reunită ce face muzică care rivalizează cele mai bune momente ale sale”. Albumul a fost un succes din punct de vedere comercial, devenind cel de-al șaselea album de studio consecutiv Blur de la Parklife (1994) care se clasa pe locul întâi în topul britanic. Guardian a notat de asemenea că existaseră momente în prima săptămână de la lansare când The Magic Whip vânduse „mai mult decât celelalte cinci albume de top combinate”. The Magic Whip a devenit de asemenea cel mai bine clasat album Blur în SUA, ajungând până pe locul 24 în topul Billboard 200. În luna decembrie, New World Towers, un documentar despre procesul de înregistrare al The Magic Whip, a fost lansat în Marea Britanie.
Blur a intrat din nou în pauză după turneul de promovare din 2015 pentru The Magic Whip. În 2018, Albarn a declarat că o reuniune Blur nu e „niciodată imposibilă”, mărturisind: „Mi-ar displăcea să mă gândesc că nu am să mai colaborez niciodată cu acei muzicieni.”
Formația s-a reunit temporar în martie 2019 pentru un concert surpriză la un eveniment Africa Express organizat de Albarn în Londra.

## Discografie
- 1991: Leisure
- 1993: Modern Life Is Rubbish
- 1994: Parklife
- 1995: The Great Escape
- 1997: Blur
- 1999: 13
- 2003: Think Tank
- 2015: The Magic Whip
- 2023: The Ballad of Darren

## Singles
- 1990: "She's So High", Leisure.
- 1991: "There's No Other Way", Leisure.
- 1991: "Bang", Leisure.
- 1992: "Popscene".
- 1993: "For Tomorrow", Modern Life Is Rubbish.
- 1993: "Chemical World", Modern Life Is Rubbish.
- 1993: "Sunday Sunday", Modern Life Is Rubbish.
- 1994: "Girls & Boys", Parklife.
- 1994: "To the End", Parklife.
- 1994: "Parklife", Parklife.
- 1994: "End of a Century", Parklife.
- 1995: "Country House", The Great Escape.
- 1995: "The Universal", The Great Escape.
- 1996: "Stereotypes", The Great Escape.
- 1996: "Charmless Man", The Great Escape.
- 1997: "Beetlebum", Blur.
- 1997: "Song 2", Blur.
- 1997: "On Your Own", Blur.
- 1997: "M.O.R.", Blur.
- 1999: "Tender", 13.
- 1999: "Coffee & TV", 13.
- 1999: "No Distance Left to Run", 13.
- 2000: "Music Is My Radar", Blur: The Best of.
- 2003: "Out of Time", Think Tank.
- 2003: "Crazy Beat", Think Tank.
- 2003: "Good Song", Think Tank.
- 2010: "Fool's Day".